# In My Feelings (Goin’ Thru It)
In My Feelings (Goin’ Thru It) – siódmy studyjny album amerykańskiego rapera Boosiego Badazza, którego premiera odbyła się 1 stycznia 2016 roku. Wydawnictwo ukazało się nakładem wytwórni Trill Entertainment, Bad Azz Entertainment oraz Empire Distribution.
Album został udostępniony za darmo w Internecie 31 grudnia 2015 roku. Tytuł zadebiutował na 105. miejscu amerykańskiej listy sprzedaży Billboard 200, a także na 11. pozycji notowania Top R&B/Hip-Hop Albums oraz na 4. miejscu listy Independent Albums.

## Lista utworów
Źródło.
1. „The Rain“ - 3:22
2. „Cancer“ - 2:43
3. „Stressing Me“ - 4:03
4. „Warning Signs“ - 4:03
5. „Bad Guy“ - 3:06
6. „Call of Duty“ - 4:08
7. „Smile to Keep from Crying“ - 2:45
8. „Forgive Me Being Lost“ - 2:38
9. „Roller Coaster Ride“ - 3:30
10. „I Know They Gone Miss Me“ - 3:35